# Тарнавський Георгій Степанович
Георгій Степанович Тарнавський (1 червня 1931, с. Синарна, Вінницька область — 1997) — радянський державний діяч, 13-й (і останній) Прокурор БРСР, народний депутат Верховних Рад СРСР і БРСР, заслужений юрист РРФСР, державний радник юстиції 1 класу, один із організаторів і учасників першого слідства за фактом масових розстрілів у Куропатах, що проводився Прокуратурою БРСР у 1988 році, нагороджений орденом «Знак Пошани».

## Життєпис
Народився 1 червня 1931 року у селі Синарна Іллінецького району Вінницької області Української РСР у родині службовців. Після закінчення юридичного факультету Київського держуніверситету працював в органах прокуратури України на різних посадах, направлявся на партійну роботу. З 1965 року — прокурор Вінницької області, а з 1981 року — начальник управління загального нагляду Прокуратури Союзу РСР.
У 1986—1991 роках — Прокурор Білоруської РСР. Обирався народним депутатом Верховних Рад СРСР і БРСР. У 1989—1991 роках — народний депутат СРСР (від Слуцького територіального виборчого округу № 570 Мінської області, займав посаду Заступника Голови Комітету Верховної Ради СРСР з питань правопорядку та боротьби зі злочинністю, в цей же період входив до складу Комісії з підготовки Закону СРСР про конституційний нагляд в СРСР, в якій представляв Білоруську СРСР. у 1990—1991 роках був членом Конституційної комісії, створеної з метою розробити проект Конституції Білоруської РСР.
До 1996 року працював в апараті прокуратури Республіки Білорусь на різних посадах. У складі державної комісії брав участь у переговорах Республіки Білорусь з Китайською Народною Республікою, Сполученими Штатами Америки та іншими.

## Слідство за фактом масових розстрілів у Куропатах

Надгробний пам'ятник Георгію Тарнавському на Східному кладовищі

3 червня 1988 року у тижневику «Літаратура і мастацтва» (Література і мистецтво) вийшла стаття «Куропати — дорога смерті» під авторством археолога Зенона Позняка і Євгена Шмигальова. Ця стаття викликала суспільний резонанс, викликавши обговорення цієї теми в широких колах. Про це стало швидко відомо в Прокуратурі БРСР. Оцінивши отриману інформацію, в Прокуратурі вирішили розпочати слідство. Георгієм Тарнавським, Прокурором республіки на той момент, було порушено кримінальну справу — перше в країні за фактами злочинів півстолітньої давнини. Слідство очолив Язеп Бролішс, слідчий з особливо важливих справ прокуратури БРСР. Додатково створили Урядову комісію, до складу якої увійшли письменники, діячі культури, керівники міністерств юстиції і внутрішніх справ, вчені, представники громадських організацій. Георгія Тарнавського обрали заступником Голови Урядової комісії. Будучи одночасно і Прокурором республіки, він «просто зобов'язаний був вникати в усі деталі слідства, спостерігати за його розвитком, активно допомагати своїм молодшим товаришам не тільки підказкою, доброю порадою, а й суворим вимогливим контролем».
Після закінчення п'яти місяців від початку розслідування, коли були зібрані вагомі докази, що підтверджують, що в районі Куропат в 37-41-х рр. НКВД виробляв масові розстріли радянських громадян, справа в листопаді 1988 року було припинено. Кількість розстріляних на території урочища оцінили числом не менше 30 тис. Чоловік. У січні 1989 р за рішенням урядової комісії розслідування було відновлено з метою встановлення імен конкретних людей, розстріляних в Куропатах, і виявлення винних у масових репресіях, безпосередніх виконавців вироків. Додаткове розслідування тривало ще півроку.
У 1990 році під авторством Георгія Тарнавського, а також Валерія Соболєва та Євгена Горелика, накладом у 100 тис. примірників вийшла друком книга «Куропати: Слідство триває», написана за мотивами слідства. У книзі використані фотоматеріали з кримінальної справи.